# Wismar

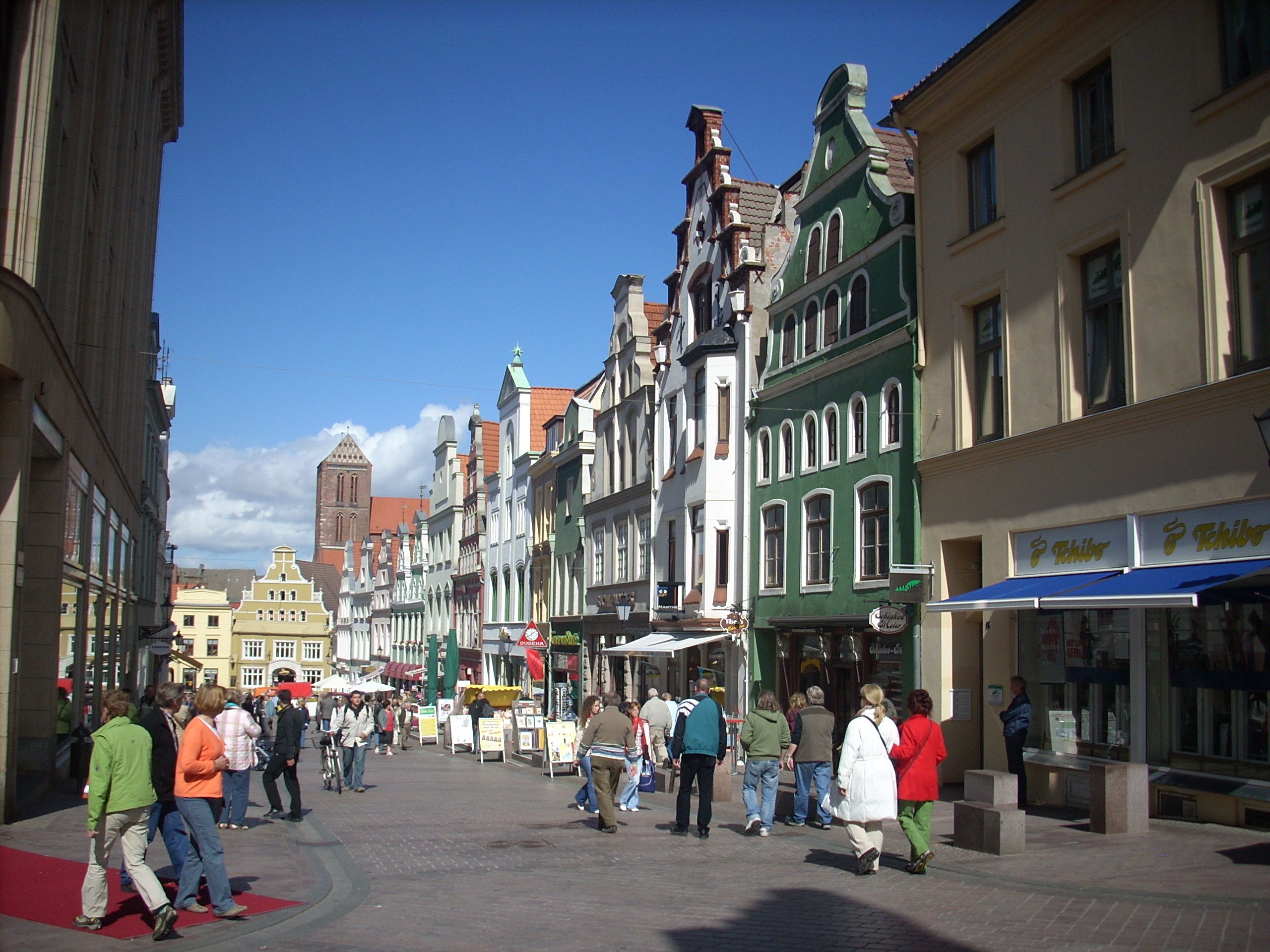
Wismar (centrul vechi istoric)

Wismar este un oraș hanseatic situat în nordul Germaniei, în apropiere de colțul sudic al insulei Poel din golful Wismar, în landul Mecklenburg - Pomerania Inferioară. 
Centru vechi istoric din Wismar a fost înscris în anul 2002 pe lista patrimoniului cultural mondial UNESCO.